# Sant’Agata di Puglia
Sant’Agata di Puglia ist eine italienische Gemeinde (comune) in der Provinz Foggia in Apulien. Die Gemeinde liegt etwa 29 Kilometer südsüdwestlich von Foggia und grenzt unmittelbar an die Provinz Avellino.

## Geschichte
Durch Erlass wurde Sant'Agata im Gebiet Castellania zu einer der Castra Exempta (freie Burgen).

## Verkehr
Am südöstlichen Gemeinderand bildet die Autostrada A16 von Neapel nach Canosa di Puglia die Gemeindegrenze.